# 丈部大麻呂 (上総国)
丈部 大麻呂（はせつかべ の おおまろ、生没年不詳）は、奈良時代の貴族。姓はなし。官位は従五位上・隠伎守。

## 経歴
上総国の人物。聖武朝において、朝廷は東大寺盧舎那仏に塗る金の不足にも悩まされていたところ、天平21年（749年）に陸奥国小田郡で黄金が発見され、貢進された。このことを記念して、同年4月に天平21年は天平感宝元年と改元される。また閏5月には大赦が行われ、父母を殺したり仏像を損なう者は除いて、全ての罪人が赦免された。続けて陸奥国司および黄金発見に関わった者に対する叙位が行われ、大麻呂は従五位下に叙爵した。同時に叙爵した左京人・朱牟須売（しゅ の むすめ）は妻とも考えられる。
淳仁朝の天平宝字3年（759年）斎宮頭に任じられる。その後、藤原仲麻呂の乱などの政変に巻き込まれたらしく位階を剥奪される。
桓武朝の延暦2年（783年）になって本位（従五位下）に復す。翌延暦3年（784年）6月に造長岡宮使の一人となり、12月には造営の功労に対する叙位が行われ、大麻呂は従五位上に昇叙された。その後、延暦4年（785年）に織部正、延暦6年（787年）隠伎守を歴任している。

## 官歴
『続日本紀』による。
- 天平感宝元年（749年） 閏5月11日：従五位下
- 天平宝字3年（759年） 10月9日：斎宮頭
- 時期不詳：位階剥奪
- 延暦2年（783年） 2月23日：復本位（従五位下）
- 延暦3年（784年） 6月10日：造長岡宮使。12月2日：従五位上
- 延暦4年（785年） 正月15日：織部正
- 延暦6年（787年） 閏5月26日：隠伎国守